# November (film, 2022)
November (originaltitel: Novembre) är en fransk thriller- och dramafilm från 2022. Filmen är regisserad av Cédric Jimenez, som även skrivit manus tillsammans med Olivier Demangel.
Filmen hade biopremiär i Sverige den 10 november 2023, utgiven av Njutafilms.

## Handling
Filmen utspelar sig i november 2015 och kretsar kring polisens och i synnerhet deras anti-terrorist grupp i samband med terroristattackerna som drabbade Frankrike och Paris den 13 november 2015.

## Rollista (i urval)
- Jean Dujardin – Fred
- Sandrine Kiberlain – Héloïse
- Jérémie Renier – Marco
- Anaïs Demoustier – Ines
- Sofian Khammes – Foued
- Stéphane Bak – Djibril
- Lyna Khoudri – Samia
- Victoire Du Bois – Julia